# Irchester
Irchester – wieś w Anglii, w hrabstwie Northamptonshire, w dystrykcie (unitary authority) North Northamptonshire. Leży 18 km na wschód od miasta Northampton i 93 km na północny zachód od Londynu. Miejscowość liczy 4807 mieszkańców.